# ラドロア級駆逐艦
| ラドロア級駆逐艦     | ラドロア級駆逐艦 |
| -------------------- | --- |
| 竣工時の「ラドロア」 | |
| 艦級概観             | |
| 艦種                 | 駆逐艦 |
| 艦名                 | |
| 前級                 | ブーラスク級 |
| 次級                 | ル・アルディ級 |
| 性能諸元             | |
| 排水量               | 基準： 1,378トン 満載：2,000トン                                                                                               |
| 全長                 | 107.2m |
| 水線長               | 100.9m |
| 全幅                 | 9.84m |
| 吃水                 | 4.3m |
| 機関                 | ド・テンム式重油専焼水管缶3基 +ゾエリィ式ギヤード・タービン2基2軸推進                                                          |
| 最大出力             | 34,000hp |
| 最大速力             | 33.0ノット |
| 航続距離             | 14ノット/2,150海里 |
| 燃料                 | 重油：340トン |
| 乗員                 | 142名 |
| 兵装                 | Model 1924 13cm（40口径）単装速射砲4基 Model 1924 7.5cm（50口径）単装高角砲1基 8mm単装機銃2丁 55cm三連装魚雷発射管2基 爆雷32発 |

ラドロア級駆逐艦（ラドロアきゅうくちくかん）は、第二次世界大戦前にフランス海軍が建造した駆逐艦の艦級。フランス海軍における類別は艦隊水雷艇（Torpilleurs d'escadre）である。

## 概要
フランス海軍による新艦隊計画に基づき、ブーラスク級の改良型として1924年度海軍計画で6隻、1925年度海軍計画で4隻、1926年度海軍計画で4隻の計14隻が建造されたクラスである。

## 艦形
船体は短船首楼型船体であった。クリッパー型艦首から乾舷の高い艦首甲板上に13cm速射砲を防盾の付いた単装砲架で背負い式に2基を配置、2番主砲の基部から上部構造物が始まり、その上に測距儀を載せた箱型の艦橋の両脇に船橋（ブリッジ）を設けた。艦橋と簡素な三脚式の前部マストが立った所で船首楼は終了し、甲板一段分下がって3本煙突が立つ。その周囲は艦載艇置き場となっており、2本1組のボート・ダビッドが片舷1基ずつ計2基で運用された。3番煙突の後部に船体中央部に55cm三連装魚雷発射管が直列に2基が配置された。後部甲板上に後部マストが立ち、その背後に13cm主砲が後ろ向きに背負い式で2基配置された。

## 武装

### 主砲、その他の備砲・雷装等
主砲は「1924年型 13cm（40口径）速射砲」を採用している。その性能は重量34.85kgの砲弾を最大仰角35度で18,700mまで届かせられ、射程10,000mで装甲80mmを貫通することが出来るこの砲を単装砲で4基を搭載した。砲架の俯仰能力は仰角35度・俯角10度である。さらに旋回角度は左右150度の旋回角度を持っていた。砲の旋回、砲身の上下・砲弾の装填の動力は人力を必要とした。発射速度は毎分6発である。
他に対空火器として「1924年型 7.5cm（50口径）高角砲」を採用している。その性能は重量5.93kgの砲弾を仰角40度で射程14,100m、最大仰角90度で高度8,000mまで届かせられるこの砲を単装砲で1基を搭載した。砲架の俯仰能力は仰角90度・俯角10度である。さらに旋回角度は300の旋回角度を持っていた。砲の旋回、砲身の上下・砲弾の装填の動力は人力を必要とした。発射速度は毎分15発である。他に8mm機銃2丁を装備した。対艦攻撃用に55cm魚雷発射管を三連装で2基を搭載した。
就役後の1930年代に順次、対空火器の7.5cm高角砲と8mm機銃を撤去してを新型の物に更新した。 「オチキス 3.7cm（50口径）機関砲」を連装砲架で2基と「オチキス 13.2mm（76口径）重機関銃」を連装砲架で2基搭載した。

## 機関
ボイラーはド・テンム式高温水管缶3基とギヤード・タービンで2基2軸推進の組み合わせであったが、推進機関は性能比較のため各艦で異なっていた。「ラドロア」、「ラルション」、「フロンデル」はゾェリィ式、「フグー」のみラテュ式でその他はパーソンズ式であった。常用出力は34,000馬力で速力33.0ノットで、14ノットで2,150海里を航行できるとされた。

## 同型艦
- ラドロア（L`Adroit）

A C de France社ダンケルク造船所で1925年5月起工、1927年4月に進水、1929年7月に竣工。1940年5月25日にダンケルク撤退時にドイツ空軍の空爆により撃沈。
- ラルション（L`Alcyon）

F C de la ジロンド社ボルドー造船所で1925年2月起工、1926年6月26日に進水、1929年7月に竣工。1942年自由フランス海軍に所属後、1952年6月に除籍後、解体処分。
- ラ・パルム（La Palme）

A C Dubigeon社ナント造船所で1925年5月起工、1926年6月30日に進水、1928年2月に竣工。1942年11月27日に自沈後、1943年12月に浮揚されて解体処分。
- ル・マルス（Le Mars）

CNF社カーン造船所で1925年7月起工、1926年8月28日に進水、1928年1月に竣工。1942年11月27日に自沈、1944年に浮揚されて5月に解体処分。
- ラ・ライユゥズ（La Railleuse）

A C Dubigeon社ナントナント造船所で1925年7月起工、1926年9月9日に進水、1928年2月に竣工。1940年3月24日にカサブランカにて魚雷の爆発事故により喪失。
- ル・フォルトゥネ（Le Fortune）

CNF社カーン造船所で1925年9月起工、1926年11月15日に進水、1928年7月に竣工。1942年自由フランス海軍に所属後、1950年8月に除籍後、解体処分。
- ブレストーズ（Brestois）

Dyle et Baccalan社ボルドー造船所で1925年5月起工、1927年5月18日に進水、1928年6月に竣工。1942年11月8日にトーチ作戦時に連合軍と交戦して戦没。
- ル・ボルドレ（Le Bordelais）

F C de la ジロンド社ボルドー造船所で1926年11月起工、1928年5月23日に進水、1930年4月に竣工。1942年11月27日に自沈後、解体処分。
- ブーロネー（Boulonnais）

CNF社カーン造船所で1926年5月起工、1927年6月1日に進水、1928年6月に竣工。1942年11月27日に自沈。
- フォルバン（Forbin）

F C de la Méditerranée社ル・アーヴル造船所で1927年6月起工、1928年7月17日に進水、1930年5月に竣工。1942年自由フランス海軍に所属後、1952年11月に除籍後、解体処分。
- フグー（Fougueux）

A C deブルターニュ社ナント造船所で1927年9月起工、1928年8月4日進水、1930年6月竣工。1942年11月8日にトーチ作戦時に連合軍と交戦して戦没。
- ル・フードロワイヤン（Le Foudroyant）

ディル・エ・バシアン社ボルドー造船所で1927年7月起工、1929年4月24日進水、1930年10月竣工。1940年6月1日にダンケルク撤退時にドイツ空軍の空爆により撃沈。
- バスク（Basque）

ラ・セーヌ＝マリタイム造船所で1926年9月起工、1929年5月25日進水、1931年3月竣工。1943年に自由フランス海軍に所属。1952年12月に除籍後、解体処分。
- フロンデル（Frondeur）

CNF社カーン造船所で1927年11月起工、1929年6月20日に進水、1931年10月に竣工。1942年11月8日にトーチ作戦時に連合軍と交戦して戦没。

## 参考図書
- 「世界の艦船 増刊第17集　第2次大戦のフランス軍艦」（海人社）
- 「Conway All The World's Fightingships 1922-1946」（Conway）